# Swiss International Airlines
Swiss International Air Lines Ltd., és la principal aerolínia de Suïssa. Presta serveis principalment a Europa i a Amèrica del Nord, Amèrica del Sud, Àsia i Àfrica.

## Història
Swiss (nom oficial Swiss International Air Lines Ltd.) (IATA: LX; Codi OACI: SWR) neix a conseqüència de la situació de suspensió de pagaments el 2002 de Swissair, estant sota administració judicial i havent cessat les seves operacions. La companyia regional Crossair adquireix caràcter internacional i es converteix en la companyia de bandera, canviant el seu nom pel de Swiss International Air Lines Ltd. el 2003.
L'aerolínia és actualment la principal companyia aèria suïssa i es troba basada a l'Aeroport Internacional de Zuric també anomenat aeroport de Kloten, encara que la seva seu administrativa es troba a la ciutat de Basilea. El 2003 la companyia va transportar més d'onze milions de passatgers. Swiss es troba actualment en un gran procés de reestructuració per a adaptar-se a la situació de Mercat i prendre les posicions que garanteixin la seva continuïtat, i el seu èxit empresarial. La companyia va ser adquirida a través de la fundació "Almea" en un 89% pel "Lufthansa Group" al qual també pertany la línia alemanya Lufthansa, es preveu l'adquisició del 100% de les accions. La companyia ha passat a ser membre de Star Alliance a partir de 2006.
Durant el 2008 la companyia va incloure el català en les comunicacions de cortesia dels vols entre Zuric i Barcelona però a causa de les pressions d'UPyD i de ciutadans espanyols les va retirar a mitjans de desembre del mateix any.

## Flota

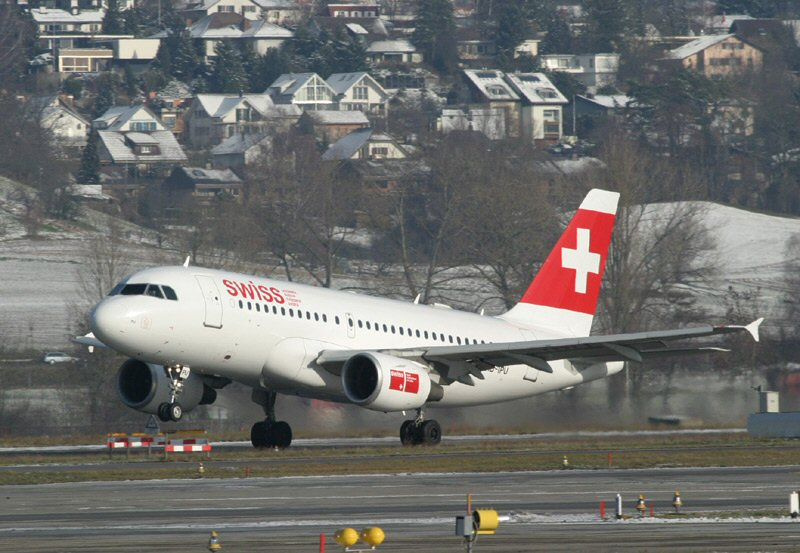
Un Airbus A319 de Swiss International Air Lines

Swiss explota una flota de 79 avions (2008): 
- Airbus A319 (7)
- Airbus A320 (20)
- Airbus A321 (6)
- Airbus A330 (9) (+ 7 comandes)
- Airbus A340 (15)
- Avro RJ100 (20)
- Bombardier CSeries 110 (30 comandes)

## Destinacions
- Àfrica: Duala, Yaoundé, El Caire, Malabo, Nairobi, Bengasi, Trípoli, Johannesburg, Dar es Salaam.
- Àsia: Hong Kong, Tòquio, Singapur, Bangkok, Tel-Aviv, Muscat, Jedda, Riad, Dubai, Pequín, Nova Delhi, Xangai.
- Europa: Viena, Brussel·les, Praga, Copenhaguen, Marsella, Mülhausen/Basilea/Friburg, Niça, París, Atenes, Tessalònica, Budapest, Dublín, Milà, Roma, Luxemburg, Amsterdam, Varsòvia, Lisboa, Bucarest, Moscou, Belgrad, Stuttgart, Estocolm, Istanbul, Birmingham, Londres, Manchester, Florència, Lió, Oslo, Porto, Sant Petersburg, Venècia.
  - Alemanya: Berlín, Frankfurt, Hamburg, Hannover, Múnic, Nuremberg, Düsseldorf.
  - Espanya: Barcelona, Madrid, Màlaga, Palma, València.
  - Suïssa: Basilea, Ginebra, Lugano, Sion, Zúric.
- Amèrica: Montreal, Los Angeles, Miami, Chicago, Boston, Nova York, Nova Jersey, Santiago de Xile, Sao Paulo, Bogotà, San Francisco.